# Црна торба
Црна торба (енгл. Black Bag) амерички је шпијунски трилер из 2025. Режију потписује Стивен Содерберг, по сценарију Дејвида Кепа. Филм прати причу о двоје тајних агената који су у браку, али чија је лојалност стављена на пробу.
Главне улоге тумаче Кејт Бланчет и Мајкл Фасбендер, а у глумачкој екипи су такође Мариса Абела, Том Берк, Наоми Харис, Реге-Жан Пејџ и Пирс Броснан. Филм је премијерно приказан у Француској 12. марта 2025, а два дана касније у САД. Добио је позитивне рецензије критичара.

## Улоге
- Кејт Бланчет као Кетрин Сент Жан
- Мајкл Фасбендер као Џорџ Вудхаус
- Мариса Абела као Клариса Дубоз
- Том Берк као Фреди Смолс
- Наоми Харис као др Зои Вон
- Реге-Жан Пејџ као пуковник Џејмс Стоукс
- Пирс Броснан као Артур Штиглиц
- Густаф Скарсгард као Мичам

## Продукција
Ово је 36. играни филм америчког режисера Стивена Содерберга, који је такође, под псеудонимима „Питер Ендруз“ и „Мери Ен Бернард“, био задужен за камеру и монтажу. Сценарио је написао Дејвид Кеп, који је раније сарађивао са њим на хорор филму Presence (2024) и трилеру Kimi (2022). Продуценти филма су Грег Џејкобс и Кејси Силвер. Главне улоге као брачних тајних агената преузели су Мајкл Фасбендер и Кејт Бланчет. У марту су се Реге-Жан Пејџ, Мариса Абела, Наоми Харис, Пирс Броснан и Том Берк придружили глумачкој постави. Снимање је почело током лета 2024. године у Европи, укључујући Лондон и Цирих (околина Гросминстера). Продукцијски трошкови процењени су на око 60 милиона америчких долара. Компанија Focus Features обезбедила је права за дистрибуцију. У јулу 2024. студио је одредио датум изласка филма за 14. март 2025. године.